# Górka Jaklińska
Górka Jaklińska – wieś w Polsce położona w województwie małopolskim, w powiecie proszowickim, w gminie Koniusza.
| SIMC    | Nazwa      | Rodzaj    |
| ------- | ---------- | --------- |
| 0323097 | Bania      | część wsi |
| 0323105 | Działki    | część wsi |
| 0323111 | Parcelacja | część wsi |
| 0323128 | Plebanki   | część wsi |
| 0323134 | Stawiska   | część wsi |

W latach 1975–1998 miejscowość administracyjnie należała do województwa krakowskiego.